# 綏徳県
綏徳県（すいとく-けん）は中華人民共和国陝西省楡林市に位置する県。

## 行政区画
- 鎮:名州鎮、薛家峁鎮、崔家湾鎮、定仙墕鎮、棗林坪鎮、義合鎮、吉鎮、薛家河鎮、四十里鋪鎮、石家湾鎮、田荘鎮、中角鎮、満堂川鎮、張家砭鎮、白家鹸鎮